# Rauwolfia żmijowa
Rauwolfia żmijowa, zgrzyn żmijowy (Rauvolfia serpentina) – roślina z rodziny toinowatych, występująca w Azji południowej i południowo-wschodniej, od Indii do Chin. Zawiera znaczne ilości aktywnych alkaloidów i z tego względu stanowi surowiec zielarski.

## Występowanie
Lasy górskie, na wysokości od 800 do 1500 m n.p.m. w Chinach, Indiach, Indonezji, Malezji, Tajlandii, Sri Lanki i Birmy. W Chinach rośnie w lasach południowego Junnanu. Uprawiana w południowym Guangdongu, Kuangsi i Hajnanie.

## Morfologia
PokrójKrzew o wysokości do 1 m. Pędy z sokiem mlecznym, zazwyczaj nierozgałęzione, smukłe, żółtawe. Wyrastają z kłączarosnącego poziomo o długości do 40 cm.
LiścieNaprzeciwległe lub zebrane na szczycie pędów po 3–5 w okółku. Blaszka liściowa eliptyczna lub odwrotnie jajowata, od 7–17 cm długa, 2–9 cm szeroka; żyłkowanie: 7–15 par.
KwiatyZebrane w baldachokształtne kwiatostany. Kielich drobny, 5-ząbkowy, dzwonkowaty, barwy różowej. Korona z 5 rozpostartymi płatkami zrośniętymi poniżej w rurkę o długości 15 mm. Rurka w połowie rozdęta i w gardzieli owłosiona. Pręcików jest 5 i są one przyrośnięte do rurki korony. Słupek pojedynczy z długą szyjką, zakończony walcowatym znamieniem.
OwoceDwa zrośnięte, spłaszczone pestkowce, które po dojrzeniu są ciemnoczerwone.

## Zastosowanie
Roślina lecznicza. Kłącza i korzenie używane jako środek uspokajający, wyrabia się z nich serpasil. Kora, liście i korzenie tradycyjnie wykorzystywano jako antidotum przeciwko ukąszeniem węży i skorpionów.
Zawiera związki takie jak: rezerpina, johimbina, ajmalina.